# Швиловзе
Швиловзе (нем. Schwielowsee) — озеро из группы больших озёр в среднем течении реки Хафель, которая тянется от озера Нидер-Нойендорфер-Зе в Берлине до озера Гроссер-Цернзе за Вердером. Площадь озера занимает около 786 гектаров. Продольное расширение составляет около 5,4 километра, а наибольшая ширина около 2 километров.
По озеру проходит федеральный водный путь Потсдамский Хафель — ответвление водного пути Нижний Хафель, который курирует Управление речного судоходства Бранденбурга.

## География
Швиловзе находится в Бранденбурге, в районе Потсдам-Миттельмарк, на территории коммуны Швиловзе, близ города Вердер. Озеро простирается в направлении северо-восток — юго-запад. По северной части Швиловзе протекает река Хафель, которая достигает здесь самой южной точки своего русла. Она течёт из озера Темплинер-Зе по проливу Капутер-Гемюнде, впадает в Швиловзе, в его северо-восточной части, и вытекает из него через узкий проход в северной оконечности озера. Поверх узкого прохода построен мост Баумгартенбрюке, по которому проходит государственная трасса B1. Пройдя через узкий проход, река снова становится широкой и возвращает себе своё прежнее название Хафель.
На северо-востоке озеро Швиловзе, через узкий канал, связано с озером Пецинзе. По этому каналу может двигаться небольшой речной транспорт, как и по проходу через железнодорожную насыпь, отделяющим Пецинзе от Темплинерзе. На западе также через узкий канал Швиловзе связано с озерцом в парке замка Петцов. На побережье Швиловзе располагаются деревни (сельские округа) Капут, Ферх, Петцов и Гельтов; последний частично у моста Баумгартенбрук.
Швиловзе представляет собой равнинное ледниковое озеро. Оно образовалось 19 600 — 19 000 лет тому назад в ранний период Висленского оледенения и расположено между остатками конечной морены Бранденбургской фазы и преледниковым, подверженным в значительной степени выветриванию, «Глиндоверским плато» Заальского комплекса. В районе деревни Капут, кроме северо-западного побережья, и центральной части западного побережья у деревни Ферх Швиловзе имеет более или менее крутые береговые склоны, где в верхней части находится широкая терраса с заиливанием. Мелководные прибрежные районы, такие, как часть «Глиндоверского плато», в области между деревнями Ферх и Петцов, состоят из кам и речных песчаников. Западная часть у деревни Ферх находится в русле талых вод с седиментацией раннего периода. Низина у деревни Ферх в южной части озера образовалась прорывом воды во время таяния ледника. У валов морены — плато Заухе имеется зандровый конус. Эта долина, как и Швиловзе, в постледниковый период была значительно ниже, чем сегодня. Глубина Швиловзе в то время составляла 40 метров, о чём свидетельствует наличие остатков планктона в грунте.
Ныне уровень воды в Швиловзе в среднем составляет 29,3 метра над уровнем моря. Наибольшая высота конечной морены в непосредственной близости от озера находится у деревни Фрех; это гора Виткикенберг высотой 124,7 метра над уровнем моря.
Швиловзе пользуется популярностью у рыбаков. Воды озера богаты рыбой. Здесь нерестятся сиг, лещ, плотва, густера, карп и линь. В Швиловзе также водятся щука, судак, окунь и угорь.

## История
На территории вокруг Швиловзе, до появления германцев, жили славяне. В непосредственной близости от озера, в Линевицерском лесу, был обнаружен клад датируемый бронзовым веком; клад состоит из чашеобразного золотого сосуда, двух парноспиральных браслетов и двух золотых спиралей, происхождение которых относят к юго-востоку центральной Европы. Деревня Гельтов на северном берегу Швиловзе впервые упоминается в документах от 993 года. Это самое древнее поселение вокруг Швиловзе.
На западном берегу озера находится деревня Петцов. Впервые она упоминается в 1419 году. Парк при замке Петцов был разбит ландшафтным архитектором Йозефом Петером Ленне прямо у берега Швиловзе. Замок Петцов, здание в смешанном тюдорско-неоготическом стиле, принадлежал знатному роду Кане, которые также владели окрестными землями и несколькими кирпичными заводами в регионе.
На юго-западном берегу озера располагается старая рыбацкая деревня Ферх, образованная в 1317 году из двух деревень — славянского Унтердорфа и германского Оберндорфа. В настоящее время к деревне ведёт обустроенная автомагистраль B10. С 1990 года здесь стали селиться берлинцы, предпочитавшие жить за городом, а работать в столице. Почти всю территорию вокруг посёлка занимает лес.
На северо-востоке сельского округа Петцов в местечке Лёкниц, у северо-западного берега озера, в 1987—1989 годах велись работы по строительству отводного канала и порта. В ближайшие полвека здесь планировалось добыть со дна озера богатые карбонатом калия органогенные озёрные осадки в объёме тридцати трёх миллионов кубических метров. Этот ил используется в качестве удобрения. В 1990-е годы все работы были прекращены по экологическим и культурно-историческим причинам.